# Beaufortia kweichowensis
Beaufortia kweichowensis ist ein Süßwasserzierfisch aus der Familie der Flossensauger (Gastromyzontidae). Diese Schmerlenart kann bis zu 8 Zentimeter groß werden.

## Merkmale
Die Brust- und Bauchflossen sind zu vier symmetrisch angeordneten Saugflossen umgebildet, womit sich Beaufortia kweichowensis dicht am Gewässeruntergrund, Steinen oder Pflanzen anlegen kann und somit einen äußerst geringen Widerstand im Wasser hervorruft. Körper und Flossen sind goldgelb bis gelbbraun und dunkelbraun punktiert, die Flossenenden besitzen oft ein dunkles Band. Aufgrund ihres Körperbaus hält sich die Schmerle meist am Boden auf, Mund und Kiemen sitzen an der flachen Bauchseite. Die Männchen sind nur schwer durch eine etwas stärkere Färbung von den Weibchen zu unterscheiden.

## Verbreitung und Lebensraum
Beaufortia kweichowensis ist im Westfluss (China) des subtropischen Asiens beheimatet. Dieses Gewässer weist eine starke Strömung, einen hohen Sauerstoffgehalt und folgende Wasserwerte auf:
- einen pH-Wert von 6,5 bis 8
- einen GH-Wert von 2 bis 12 °d
- einen KH-Wert von etwa 2 °
- und eine Temperatur von 18 bis 24 °C.

## Lebensweise
Beaufortia kweichowensis ist allesfressend (omnivor) und ernährt sich von Aufwuchs, also von Algen und den Kleintieren, welche auf diesen leben. Über das genaue Fortpflanzungsverhalten ist bisher kaum etwas bekannt, in Aquarien sind nur Zufallszüchtungen gelungen. Diese Schmerlenart ist vom Verhalten friedlich und ruhig.

## Aquaristik
Bei der Haltung in Aquarien sollte darauf geachtet werden, dass die Eigenschaften der Ursprungsgewässer genau nachgebildet werden. Die Tiere können mit Futterflocken, Tabletten, Schwebegarnelen, Mückenlarven und abgekochten Gemüse gefüttert werden. Sie sollten paarweise gehalten und können mit kleineren Friedfischen vergesellschaftet werden.